# Wielki Teleskop Milimetrowy
Wielki Teleskop Milimetrowy (hiszp. Gran Telescopio Milimétrico GTM) – największy i najbardziej czuły (w swoim zakresie częstotliwości) radioteleskop o pojedynczej czaszy na świecie, zbudowany do obserwacji fal radiowych o długości od 0,85 do 4 mm. Posiada aktywną powierzchnię o średnicy 50 m (obecnie 32 m) i 1960 m² powierzchni czaszy. Znajduje się w stanie Puebla na szczycie wygasłego wulkanu Sierra Negra – szóstego pod względem wysokości szczytu Meksyku, na wysokości 4600 m n.p.m.
Jego budowa została rozpoczęta w 2001 i kosztowała 116 mln dolarów. W grudniu 2012 teleskop był ukończony w 95%, a antena działała w 85%. Do ukończenia teleskopu (pierścienie czwarty i piąty, potrzebne urządzenia oraz ich konserwację) szacuje się zapotrzebowanie na ok. 100 mln peso. Projekt GTM był współfinansowany przez Meksyk oraz Stany Zjednoczone, a 85% budowy wykonała strona meksykańska. 
Instytucjami odpowiedzialnymi za prowadzenie badań są INAOE (hiszp. Instituto de Astrofísica, Óptica y Electrónica – National Institute of Astrophysics, Optics and Electronics, Meksyk) i University of Massachusetts Amherst (Stany Zjednoczone).
Dyrektorami projektu są David Hughes (Meksyk), członek Meksykańskiej Akademii Nauk (hiszp. Academia Mexicana de Ciencias) i Peter Schloerb (Stany Zjednoczone).

## Instrumenty naukowe
Wielki Teleskop Milimetrowy przeznaczony jest do prowadzenia obserwacji w zakresie fal milimetrowych o częstotliwości 75–350 GHz. Obecnie składa się on z czterech instrumentów naukowych:
- SEQUOIA – jest układem heterodynowym zbudowanym jako kriogeniczna płaszczyzna skupiająca, złożona z 32-pikselowej tablicy, zawierającej dualnie spolaryzowane moduły o wymiarze 4x4 piksele, pracującym w zakresie 85–116 GHz. Moduły zbudowane są z niskoszumowych monolitycznych mikrofalowych układów scalonych opartych na fosforku indu, pracujących w temperaturze 18 K jako przedwzmacniacze szumów w określonych częstotliwościach.
- Redshift Search Receiver System (RSR) – jest nowoczesnym odbiornikiem zaprojektowanym w celu maksymalizacji przepustowości chwilowej pasma 90 GHz okna szumu atmosferycznego w jednym cyklu detekcji sygnału. Oznacza to, że ten ultraszerokopasmowy odbiornik dla temperatur poniżej 50 K daje możliwość detekcji szumu w zakresie częstotliwości 75 do 111 GHz.
- 1mm SIS receiver – jest jednopikselowym dualnie spolaryzowanym odbiornikiem typu SIS (nadprzewodnik-izolator-nadprzewodnik) skonstruowanym dla uzyskania wysokiej czułości w oknie atmosferycznym o częstotliwości 210–275 MHz.
- AzTEC – zainstalowany w czerwcu 2005 r. jest 144-pikselową kamerą o milimetrowej długości fali pracującą przy 1,1 mm.

## Obserwacje
22 listopada 2006, podczas wizyty ówczesnego prezydenta Meksyku Vicente Fox, przeprowadzono obserwację galaktyki Panna A w zakresie fal centymetrowych o częstotliwości 12 GHz, gdyż na tamtym etapie budowy teleskop nie był jeszcze wyposażony w instrumenty do obserwacji milimetrowych. „Pierwsze światło” techniczne uzyskano przy otwarciu 32 z 50 metrów średnicy anteny, ponieważ część zewnętrzną blokowały drewniane panele osłaniające urządzenie przed śniegiem.
„Pierwsze światło” naukowe, w zakresie fal milimetrowych, uzyskano pomiędzy majem i lipcem 2011. 21 września 2012 instytut odwiedził były prezydent Meksyku Felipe Calderón, aby skontrolować stan inwestycji przed oficjalnym udostępnieniem teleskopu środowisku naukowemu na wiosnę 2013. Oczekuje się, że począwszy od marca 2013 naukowcy będą mogli obserwować regiony kosmosu dotąd ukryte za pyłem międzygwiazdowym, takie jak dyski protoplanetarne i plutoidy, a także formowanie się planet, galaktyk i gromad galaktyk. Wciąż brakuje fragmentów pierścienia czwartego i całego piątego, toteż teleskop będzie wstępnie używany przez kilka miesięcy przed uzupełnieniem braków. Powinno to umożliwić zrealizowanie ok. 30–40 propozycji badawczych.